# 好侍食品
好侍食品（日语：／ hausu shokuhin */?）是一家日本食品公司，總部位於大阪，以製販咖哩產品知名。

## 歷史

### 創業初期
1913年（大正二年），浦上靖介於大阪市松屋町筋創立藥種化學原料店「浦上商店」。
1926年（大正十五年），浦上商店併購生產「HOME CURRY」的「稻田商店」，於位在布施市御廚町的工廠開始製造咖哩調理塊。
1947年（昭和二十二年），公司改組股票上市，並定名為「株式會社浦上糧食工業所」。1949年（昭和二十四年），公司名稱改成「株式会社HOUSE CURRYー浦上商店」。

### 擴張時期
1960年（昭和三十五年），公司更名為「好侍食品工業株式會社」；公司首次將固態塊狀咖哩「印度咖哩」上市。
1962年（昭和三十七年），公司位於布施市的總部竣工。
1963年（昭和三十八年），產品「佛蒙特咖哩」在日本上市，並因電視廣告放送成為熱銷商品。1966年（昭和四十一年），產品「歐式濃湯」在日本上市。1970年（昭和四十五年），調理包產品「咖咖樂濃湯」在日本上市。1971年（昭和四十六年），產品「咖咖樂咖哩」在日本上市。1973年（昭和四十八年），推出速食拉麵產品「シャンメンしょうゆ味」及山葵醬。
1974年（昭和四十九年），公司東京本部成立。
1977年（昭和五十二年），洋芋片產品上市。1978年（昭和五十三年），點心產品「三角玉蜀黍」上市。1979年（昭和五十四年），速食麵產品「うまかっちゃん」上市。
1981年（昭和五十六年），公司在洛杉磯成立營業所，正式進入美國市場。
1985年（昭和六十年），公司設立DELICA CHEF股份有限公司；同時，電子微波爐專用產品「微波美食家」上市，進入便利商店通路。1988年（昭和六十三年），烤箱專用調理產品在日本上市。
1993年（平成五年），公司更名為「好侍食品株式會社」，並將總公司分成東京本社、大阪本社雙總部體制，同時成立House Foods America Corporation。
1995年（平成七年），產品「涮涮鍋冷用沾醬」在日本上市。1996年（平成八年），產品「馥醇咖哩」、「北海道濃湯」在日本上市。
1997年（平成九年），成立上海好侍餐廳股份有限公司。
1999年（平成十一年），產品「咖哩屋」咖哩調理包在日本上市。
2000年（平成十二年），成立台灣好侍餐廳股份有限公司。
2001年（平成十三年），成立上海好侍味之素食品有限公司；同年，產品「馥醇咖哩調理包」在日本上市。2002年（平成十四年），公司設立上海代表處；同年，產品「馥醇濃湯」在日本上市。2003年（平成十五年），成立House Foods Holding U.S.A Inc.；同年，產品「黑豆可可」在日本上市。
2004年（平成十六年），成立上海好侍食品有限公司，以在中國大陸製造銷售香辛料調味食品；同年，設立上海好侍咖哩CoCo壱番屋餐廳有限公司，並與GABAN股份有限公司合作；產品「薑黃之力」在日本上市。
2005年（平成十七年），公司出資參與壹番屋在臺灣的咖哩餐廳事業。
2006年（平成十八年），公司透過官網開始正式銷售「活性薑黃錠」產品，並將HOUSE WELLNESS股份有限公司納入企業集團；同年，產品「北海道白咖哩」在日本上市，House Foods America Corporation新澤西工廠竣工，公司也在北京設立代表處 。
2007年（平成十九年），公司成立台灣分公司；同年，專為國際宇宙站太空飛行員開發的咖哩調理包獲得由宇宙航空研究開發機構頒發「宇宙日本食品」認證；成立韓國咖哩好侍餐廳。
2008年（平成二十年），公司設立倫敦分公司；產品「咖哩鍋鍋底高湯」在日本上市。
2011年（平成二十三年），成立好侍食品(上海)商貿有限公司，並於泰國成立House OSOTSPA Foods Company Limited.，正式進入東南亞市場。2012年（平成二十四年），公司於越南成立House Foods Vietnam Limited.。
2013年（平成二十五年），導入控股公司體制，好侍食品原本的公司法人更名為「好侍食品集團本社」，原有的食品業務由新成立的「好侍食品」公司繼承，又將健康食品事業納入HOUSE WELLNESS旗下。
2014年（平成二十六年），中文包裝產品「北海道白醬料理」在台灣上市。
2015年（平成二十七年），好侍食品設立台灣好侍食品股份有限公司。
2016年8月，好侍食品在台灣中和環球購物中心中和店舉辦「2016好侍咖哩博覽會」；9月28日，在浙江平湖经济技术开发区举行项目奠基仪式；10月，在台灣宜蘭縣三星鄉行健有機夢想村主辦2016佛蒙特咖哩路跑。